# Liste des cantons de la Lozère

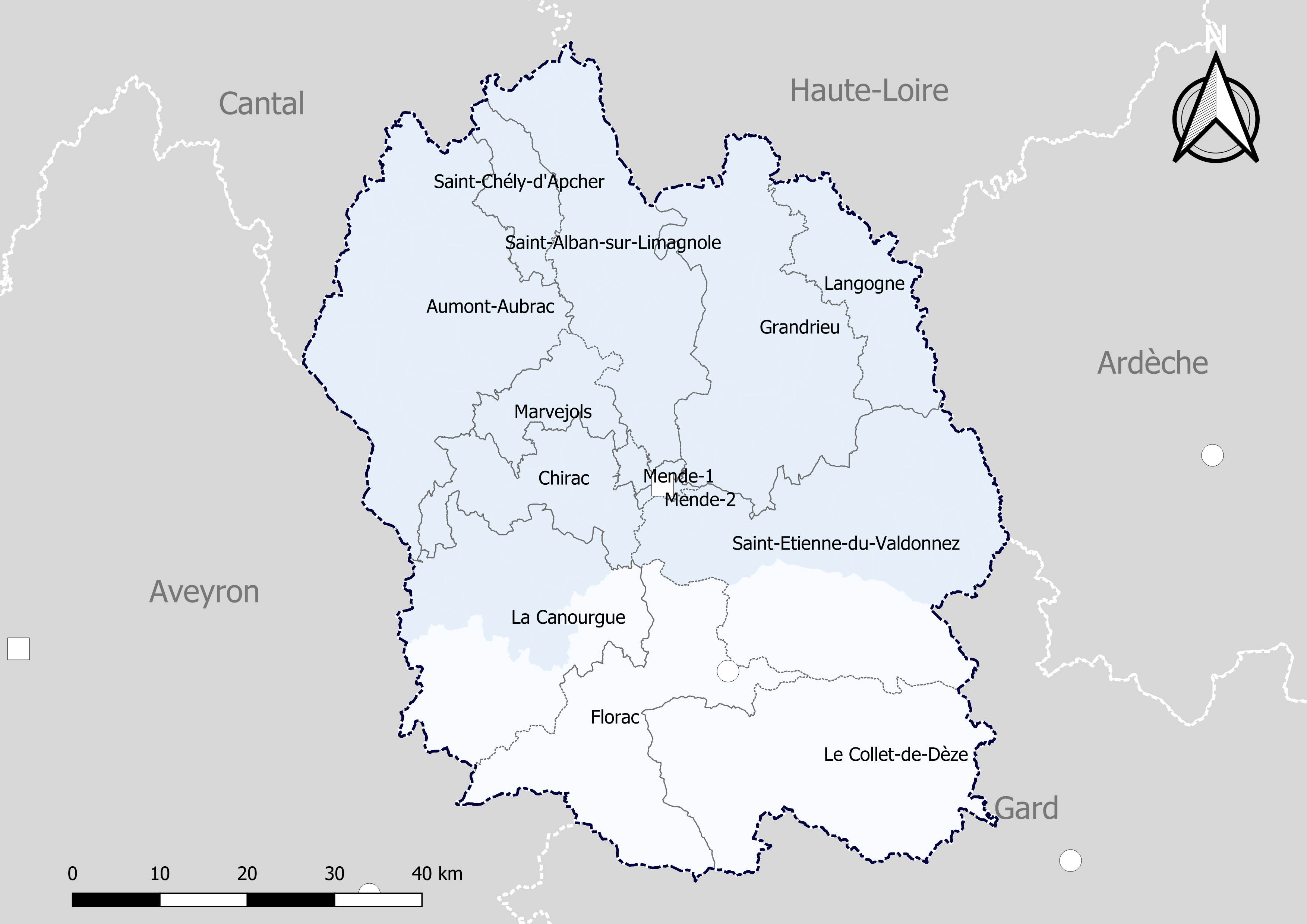
Découpage cantonal du département de la Lozère, avec en surimpression les arrondissements (en nuances de bleu) - Carte arrêtée au 1er janvier 2019.

Le département de la Lozère compte 13 cantons à la suite du redécoupage cantonal de 2014. Auparavant ce nombre était de 25 depuis 1982.

## Histoire

### Découpage cantonal de 1982 à 2015

Les arrondissements de la Lozère et le découpage cantonal d'avant 2015.

Depuis la division de l'ancien canton de Mende en deux cantons, Mende-Sud et Mende-Nord, par décret du 15 janvier 1982, le département de la Lozère comprenait 25 cantons. La répartition par arrondissement était la suivante :
Liste des 25 cantons de la Lozère, par arrondissement :
| Arrondissement de Florac (7 cantons) | canton de Barre-des-Cévennes - canton de Florac - canton du Massegros - canton de Meyrueis - canton du Pont-de-Montvert - canton de Sainte-Enimie - canton de Saint-Germain-de-Calberte |
| Arrondissement de Mende (18 cantons) | canton d'Aumont-Aubrac - canton du Bleymard - canton de la Canourgue - canton de Chanac - canton de Châteauneuf-de-Randon - canton de Fournels - canton de Grandrieu - canton de Langogne - canton du Malzieu-Ville - canton de Marvejols - canton de Mende-Nord - canton de Mende-Sud - canton de Nasbinals - canton de Saint-Alban-sur-Limagnole - canton de Saint-Amans - canton de Saint-Chély-d'Apcher - canton de Saint-Germain-du-Teil - canton de Villefort |

#### Homonymies
Les cantons de Saint-Amans et de Villefort n'ont pas d'homonyme, mais les communes chefs-lieux sont chacune homonymes, exactes ou partielles, d'une ou plusieurs autres localités.

### Découpage cantonal à partir de 2015
Dans la poursuite de la réforme territoriale engagée en 2010, l'Assemblée nationale adopte définitivement le 17 avril 2013 la réforme du mode de scrutin pour les élections départementales destinée à garantir la parité hommes/femmes. Les lois (loi organique 2013-402 et loi 2013-403) sont promulguées le 17 mai 2013. Un nouveau découpage territorial est défini par décret du 25 février 2014 pour le département de la Lozère. Celui-ci entre en vigueur lors du premier renouvellement général des assemblées départementales suivant la publication du décret, soit en mars 2015. Les conseillers départementaux sont élus au scrutin majoritaire binominal mixte. Les électeurs de chaque canton éliront au Conseil départemental, nouvelle appellation des Conseils généraux, deux membres de sexe différent, qui se présenteront en binôme de candidats. Les conseillers départementaux seront élus pour 6 ans au scrutin binominal majoritaire à deux tours, l'accès au second tour nécessitant 12.5 % des inscrits au 1er tour. En outre la totalité des conseillers départementaux est renouvelée.
Ce nouveau mode de scrutin nécessite un redécoupage des cantons dont le nombre est divisé par deux avec arrondi à l'unité impaire supérieure si ce nombre n'est pas entier impair et avec des conditions de seuils minimaux. Dans la Lozère le nombre de cantons passe ainsi de 25 à 13.
Les critères du remodelage cantonal sont les suivants : le territoire de chaque canton doit être défini sur des bases essentiellement démographiques, le territoire de chaque canton doit être continu et les communes de moins de 3 500 habitants sont entièrement comprises dans le même canton. Il n’est fait référence, ni aux limites des arrondissements, ni à celles des circonscriptions législatives.
Conformément à de multiples décisions du Conseil constitutionnel depuis 1985 et notamment sa décision no 2010-618 DC du 9 décembre 2010, il est admis que le principe d’égalité des électeurs au regard des critères démographiques est respecté lorsque le ratio conseiller/habitant de la circonscription est compris dans une fourchette de 20 % de part et d'autre du ratio moyen conseiller/habitant du département. Pour le département de la Lozère, la population de référence est la population légale en vigueur au 1er janvier 2013, à savoir la population millésimée 2010, soit 77 082 habitants. Avec 13 cantons la population moyenne par conseiller départemental est de 5 929 habitants. Ainsi la population de chaque nouveau canton doit-elle être comprise entre 4 744 habitants et 7 115 habitants pour respecter le principe de l'égalité citoyenne au vu des critères démographiques.

#### Décret de 2020
À la suite de la création dans la Lozère, à partir de 2015, de plusieurs communes nouvelles, la liste des communes de plusieurs cantons est modifiée et trois d'entre eux sont renommés par un décret du 5 mars 2020.

## Composition actuelle

### Composition détaillée
| N° | Nom du Canton              | Bureau centralisateur      | Population    | Nombre de communes | Communes composant le canton | Localisation dans le département |
| -- | -------------------------- | -------------------------- | ------------- | ------------------ | --- | -------------------------------- |
| 1  | Peyre en Aubrac            | Peyre en Aubrac            | 6 568 (2022)  | 25                 | Albaret-le-Comtal, Arzenc-d'Apcher, Les Bessons, Brion, Le Buisson, Chauchailles, La Fage-Montivernoux, La Fage-Saint-Julien, Fournels, Grandvals, Les Hermaux, Marchastel, Les Monts-Verts, Nasbinals, Noalhac, Peyre en Aubrac, Prinsuéjols-Malbouzon, Recoules-d'Aubrac, Saint-Juéry, Saint-Laurent-de-Muret, Saint-Laurent-de-Veyrès, Saint-Pierre-de-Nogaret, Les Salces, Termes, Trélans.                                                                                |                                  |
| 2  | La Canourgue               | La Canourgue               | 5 908 (2022)  | 8                  | Banassac-Canilhac, La Canourgue, Chanac, Laval-du-Tarn, La Malène, Massegros Causses Gorges, Saint-Saturnin, La Tieule. |                                  |
| 3  | Bourgs sur Colagne         | Bourgs sur Colagne         | 6 906 (2022)  | 12                 | Balsièges, Barjac, Bourgs-sur-Colagne, Cultures, Esclanèdes, Gabrias, Grèzes, Montrodat, Palhers, Saint-Bonnet-de-Chirac, Saint-Germain-du-Teil, Les Salelles. |                                  |
| 4  | Le Collet-de-Dèze          | Le Collet-de-Dèze          | 5 156 (2022)  | 23                 | Barre-des-Cévennes, Bassurels, Cans-et-Cévennes, Cassagnas, Le Collet-de-Dèze, Fraissinet-de-Fourques, Gabriac, Moissac-Vallée-Française, Molezon, Le Pompidou, Rousses, Saint-André-de-Lancize, Saint-Étienne-Vallée-Française, Saint-Germain-de-Calberte, Saint-Hilaire-de-Lavit, Saint-Julien-des-Points, Saint-Martin-de-Boubaux, Saint-Martin-de-Lansuscle, Saint-Michel-de-Dèze, Saint-Privat-de-Vallongue, Sainte-Croix-Vallée-Française, Vebron, Ventalon-en-Cévennes. |                                  |
| 5  | Florac Trois Rivières      | Florac Trois Rivières      | 5 297 (2022)  | 9                  | Florac Trois Rivières, Gatuzières, Gorges du Tarn Causses, Hures-la-Parade, Ispagnac, Mas-Saint-Chély, Meyrueis, Le Rozier, Saint-Pierre-des-Tripiers. |                                  |
| 6  | Grandrieu                  | Grandrieu                  | 4 981 (2022)  | 19                 | Allenc, Arzenc-de-Randon, Badaroux, Bel-Air-Val-d'Ance, Le Born, Chadenet, Châteauneuf-de-Randon, Chaudeyrac, Grandrieu, Laubert, Montbel, La Panouse, Pelouse, Pierrefiche, Saint-Frézal-d'Albuges, Saint-Jean-la-Fouillouse, Saint-Paul-le-Froid, Saint-Sauveur-de-Ginestroux, Sainte-Hélène. |                                  |
| 7  | Langogne                   | Langogne                   | 4 627 (2022)  | 9                  | Auroux, Chastanier, Cheylard-l'Évêque, Langogne, Luc, Naussac-Fontanes, Rocles, Saint-Bonnet-Laval, Saint-Flour-de-Mercoire. |                                  |
| 8  | Marvejols                  | Marvejols                  | 5 744 (2022)  | 5                  | Antrenas, Lachamp-Ribennes, Marvejols, Recoules-de-Fumas, Saint-Léger-de-Peyre. |                                  |
| 9  | Mende-1                    | Mende                      | 6 172 (2022)  | Fraction de Mende  | Partie de la commune de Mende située au nord du cours du Lot, depuis la limite territoriale de la commune de Balsièges, jusqu'à la limite territoriale de la commune de Badaroux. |                                  |
| 10 | Mende-2                    | Mende                      | 6 150 (2022)  | Fraction de Mende  | Partie de la commune de Mende non incluse dans le canton de Mende-1. |                                  |
| 11 | Saint-Alban-sur-Limagnole  | Saint-Alban-sur-Limagnole  | 6 287 (2022)  | 17                 | Chastel-Nouvel, Chaulhac, Fontans, Julianges, Lajo, Les Laubies, Le Malzieu-Forain, Le Malzieu-Ville, Monts-de-Randon, Paulhac-en-Margeride, Saint-Alban-sur-Limagnole, Saint-Denis-en-Margeride, Saint-Gal, Saint-Léger-du-Malzieu, Saint-Privat-du-Fau, Sainte-Eulalie, Serverette. |                                  |
| 12 | Saint-Chély-d'Apcher       | Saint-Chély-d'Apcher       | 5 993 (2022)  | 6                  | Albaret-Sainte-Marie, Blavignac, Prunières, Rimeize, Saint-Chély-d'Apcher, Saint-Pierre-le-Vieux. |                                  |
| 13 | Saint-Étienne-du-Valdonnez | Saint-Étienne-du-Valdonnez | 6 714 (2022)  | 18                 | Altier, La Bastide-Puylaurent, Bédouès-Cocurès, Les Bondons, Brenoux, Cubières, Cubiérettes, Lanuéjols, Mont Lozère et Goulet, Pied-de-Borne, Pont-de-Montvert-Sud-Mont-Lozère, Pourcharesses, Prévenchères, Saint-André-Capcèze, Saint-Bauzile, Saint-Étienne-du-Valdonnez, Vialas, Villefort. |                                  |
|    |                            |                            | 76 503 (2022) | 152                | |                                  |

### Répartition par arrondissement
Contrairement à l'ancien découpage où chaque canton était inclus à l'intérieur d'un seul arrondissement, le nouveau découpage territorial s'affranchit des limites des arrondissements. Certains cantons peuvent être composés de communes appartenant à des arrondissements différents. Dans le département de la Lozère, c'est le cas de deux cantons (La Canourgue et Saint-Étienne-du-Valdonnez).
Le tableau suivant présente la répartition par arrondissement :
| N° | Canton                     | Florac | Mende             | Total             |
| -- | -------------------------- | ------ | ----------------- | ----------------- |
| 1  | Peyre en Aubrac            |        | 25                | 25                |
| 2  | La Canourgue               | 2      | 6                 | 8                 |
| 3  | Bourgs sur Colagne         |        | 12                | 12                |
| 4  | Le Collet-de-Dèze          | 23     |                   | 23                |
| 5  | Florac Trois Rivières      | 9      |                   | 9                 |
| 6  | Grandrieu                  |        | 19                | 19                |
| 7  | Langogne                   |        | 9                 | 9                 |
| 8  | Marvejols                  |        | 5                 | 5                 |
| 9  | Mende-1                    |        | Fraction de Mende | Fraction de Mende |
| 10 | Mende-2                    |        | Fraction de Mende | Fraction de Mende |
| 11 | Saint-Alban-sur-Limagnole  |        | 17                | 17                |
| 12 | Saint-Chély-d'Apcher       |        | 6                 | 6                 |
| 13 | Saint-Étienne-du-Valdonnez | 4      | 14                | 18                |
|    |                            | 38     | 114               | 152               |